# Pectinella
Pectinella is een geslacht van tweekleppigen uit de  familie van de Entoliidae.

## Soorten
- Pectinella aequoris Dijkstra, 1991
- Pectinella sigsbeei (Dall, 1886)